# Orco Feglino
Orco Feglino är en ort och kommun i provinsen Savona i regionen Ligurien i Italien. Kommunen hade 901 invånare (2018).